# Sept Courts Métrages inspirés des Mille et une nuits
Sept Courts Métrages inspirés des Mille et une nuits (Pohádky tisíce a jedné noci) est un film d'animation sorti en 1974 et réalisé par Karel Zeman. Il s'agit d'un recueil de sept courts métrages de Zeman sortis séparément.

## Production
Le film est divisé en sept chapitres.
1. Premier voyage
Court-métrage Les aventures de Sinbad le marin (Dobrodružství námořníka Sindibáda, 14 minutes, sorti en 1971)[1].
2. Deuxième voyage
Druhá cesta námořníka Sindibáda (Le deuxième voyage de Sinbad le marin, 13 minutes, 1972)[2].
3. Troisième voyage
V zemi obrů (Dans la terre des géants, 13 minutes, 1973)[3].
4. Quatrième voyage
Magnetová hora (La montagne magnétique, 15 minutes, 1973)[4].
5. Cinquième voyage
Létající koberec (Le tapis volant, 11 minutes, 1973)[5].
6. Sixième voyage
Mořský sultán (Le Sultan de la mer, 10 minutes, 1974)[6].
7. Septième voyage
Zkrocený démon (Le démon apprivoisé, 12 minutes, 1974)[7].